# Joel Houston

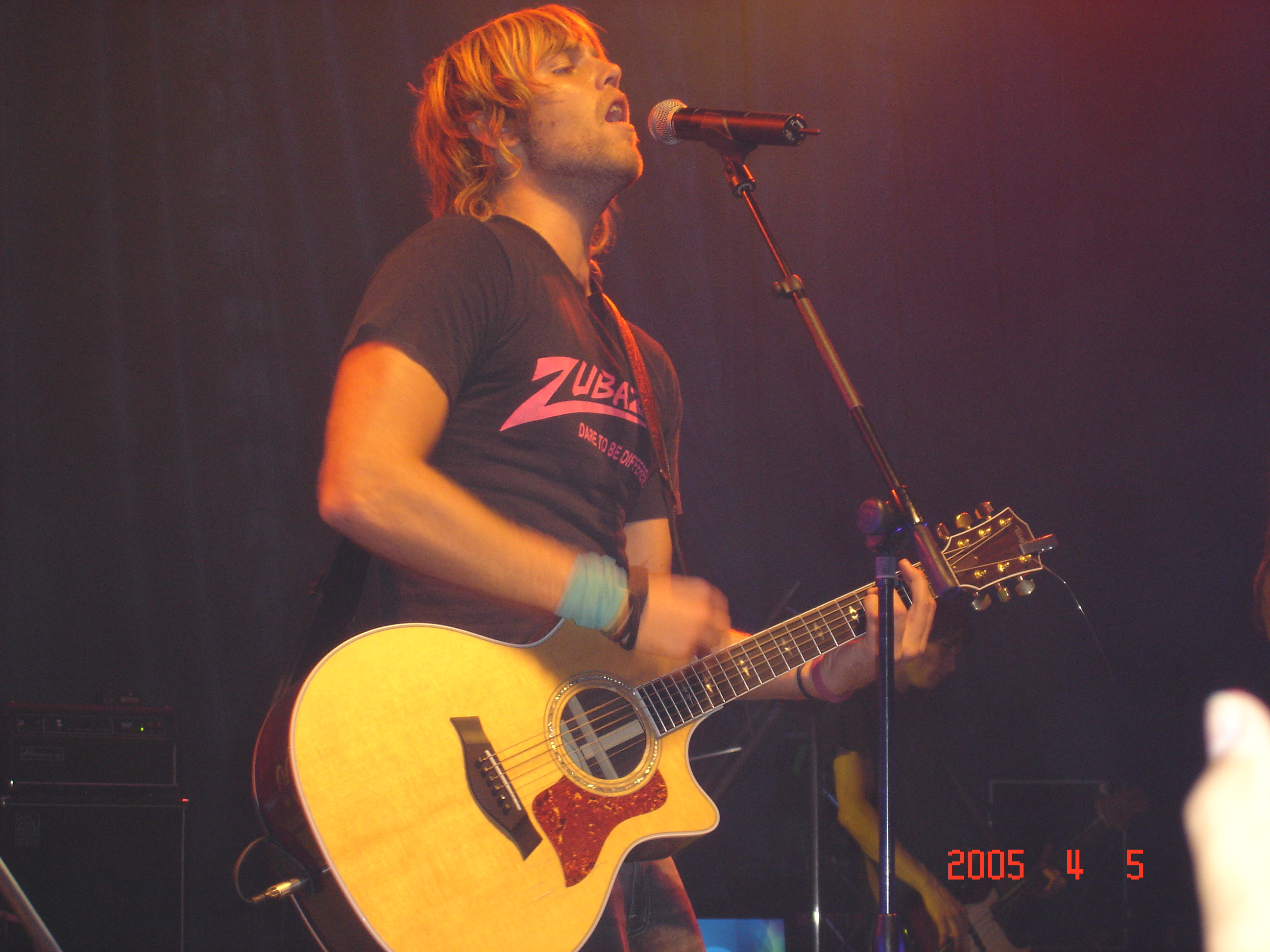
Joel Houston

Joel Timothy Houston (Sydney, 18 september 1979) is een Australische zanger en evangelist. Hij is de zoon van Brian Houston en zijn vrouw Bobbie, en producent en songwriter bij de Hillsongkerk. Hij is verantwoordelijk voor het produceren van de muziekalbums van Hillsong United en is een van de hoofdaanbiddingsleiders en songwriters in de band. Sinds 2010 is hij nauw betrokken bij het oprichten van Hillsong New York waar hij creative executive pastor is.

## Songs
Songs die Joel Houston heeft geschreven of aan heeft meegeschreven:
- "All..." (van To the Ends of the Earth)
- "All About You" (van "To the Ends of the Earth")
- "Am I to Believe?" (van "To the Ends of the Earth")
- "Evermore" (van More Than Life en For All You've Done)
- "Everyday" (van Everyday, For This Cause, en UP: Unified Praise)
- "For This Cause" (van "For This Cause" en Shout God's Fame)
- "My Best Friend" (met Marty Sampson; van Best Friend en You Are My World)
- "One Desire" (van Blessed)
- "One Way" (met Jonathon Douglass; van "More Than Life" en "For All You've Done")
- "Open Up the Heavens" (van "More Than Life")
- "Salvation Is Here" (van Look to You en God He Reigns)
- "Shout Unto God" (met Sampson; van "Look to You")
- "Tell the World" (met Douglass; van "Look to You" en "God He Reigns")
- "'Til I See You" (met Jadwin Gillies; van "Look To You")
- "To the Ends of the Earth" (met Sampson; van "To the Ends of the Earth" en Hope)
- "Where the Love Lasts Forever" (van "More Than Life")
- "Yours Is the Kingdom" (van "God He Reigns")
- "You" (van "A Beautiful Exchange")